# Reja (mjesec)
Reja (također Saturn V) je prirodni satelit planeta Saturn. Unutarnji pravilni satelit s oko 1.528 kilometara u promjeru i orbitalnim periodom od 4 dana, 12 sati, 26 minute i 13 sekundi. Nazvan je po grčkoj božici Reji, ženi Krona (Saturna). Otkrio ju je Giovanni Cassini 1672. godine. 
Kruži na udaljenosti od 527 040 km. Drugi je najveći Saturnov mjesec. Ima egzosferu od kisika i ugljikovog dioksida otkrivenu 2010. godine. Znanstvenici pretpostavljaju da kisik nastaje sudarom elektromagnetskih zračenja s ledom na površini nebeskog tijela, dok za podrijetlo ugljičnog dioksida još ne postoji prevladavajuće objašnjenje. Mogao bi nastajati prilikom oksidacije organskih molekula ili se naprosto oslobađati iz leda. Po reljefu je slična Dioni i Tetiji. Ima gustoću od 1.236 g/cm³, što ukazuje da je napravljena od oko 25% stijena i 75% leda. Drugo je najmanje tijelo u kojem je potvrđen oblik s hidrostatičnom ravnotežom, nakon patuljastog planeta Ceresa. 
Prije nego što je Cassini-Huygens došao, smatralo se da Reja ima stjenovitu jezgru. No, inercija je drugačija nego što bi bilo da ima stjenovitu jezgru. Trebala bi biti 0,34, ali ima od 0,37 do 0,4. To bi moglo biti objašnjeno ako Reja ima djelomično ili potpuno diferenciranu, u skladu s inercijom od 0,4. No, neki izračuni pokazali su inercija iznosi 0,37, što bi značilo da Reja ima homogenu unutrašnjost. Modeli ukazuju da bi Reja bila sposobna održavati ocean tekuće vode, ali tragovi tog oceana nisu pronađeni.
Podaci s Cassini-Huygensa ukazuju da Reja možda ima prsten, ali isti zasada nije pronađen. Cassini-Huygens je otkrio plave tragove u ledu, koji upućuju da je možda prsten pao na Reju.

## Vanjske poveznice
- Astronomska sekcija Fizikalnog društva Split - Reja, saturnov satelit  Arhivirana inačica izvorne stranice od 2. rujna 2005. (Wayback Machine)